# 2008年北京オリンピックのモロッコ選手団
2008年北京オリンピックのモロッコ選手団（2008ねんペキンオリンピックのモロッコせんしゅだん）は、2008年8月8日から8月24日にかけて中国の北京を主として開催された2008年北京オリンピックのモロッコ選手団、およびその競技結果。

## 概要
今大会は銀メダル1個、銅メダル1個、合計2個のメダルを獲得した。

## メダル
| メダル | 選手名             | 競技 | 種目         |
| ------ | ------------------ | ---- | ------------ |
| 銀     | ジャウアド・ガリブ | 陸上 | 男子マラソン |
| 銅     | ハスナ・ベンハシ   | 陸上 | 女子800m     |